# Busloup
 Busloup  es una población y comuna francesa situada en la región de Centro, departamento de Loir y Cher, en el distrito de Vendôme y cantón de Morée.

## Demografía
| 360 | 332 | 309 | 336 | 361 | 379 | 442 | 433 | 431 |
| Para los censos de 1962 a 1999 la población legal corresponde a la población sin duplicidades (Fuente: INSEE [Consultar]) |     |     |     |     |     |     |     |     |